# Geokichla oberlaenderi
Geokichla oberlaenderi е вид птица от семейство Turdidae. Видът е почти застрашен от изчезване.

## Разпространение
Видът е разпространен в Демократична република Конго и Уганда.